# Obélisque de la Ville héros de Leningrad

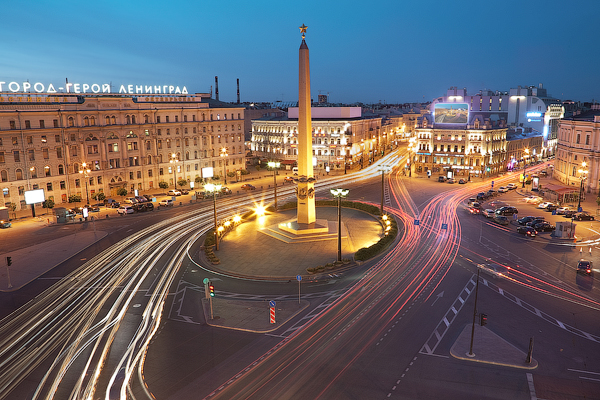
L'Obélisque est situé Place Vosstaniïa à Saint-Pétersbourg

L'Obélisque de la Ville-héros de Leningrad (en russe : Обелиск «Городу-герою Ленинграду») est un monument en forme d'obélisque situé sur la place Vosstaniya à Saint-Pétersbourg, en Russie, ville qui s'appelait Leningrad de 1924 à 1991. Il a été installé en mai 1985 pour célébrer le quarantième anniversaire du Jour de la Victoire de l'Armée Rouge sur l'Allemagne nazie en 1945. Le monument a été conçu par les architectes Vladimir Lukyanov et A. I. Alymov.

## Description
Le monument a une forme de pentaèdre; sa section transversale a la forme d'une étoile. Le monument est décoré de hauts-reliefs de bronze consacrés à l'héroïque défense de Leningrad alors qu'une étoile d'or brille sur son sommet. Après la Colonne Alexandre, c'est le plus haut monument de pierre à Saint-Pétersbourg.
Lorsque les forces Soviétiques ont finalement levé le siège de la ville en janvier 1944, plus d'un million d'habitants de Leningrad étaient morts de faim ou des bombardements allemands. 300 000 soldats avaient péri dans la défense de la ville. Leningrad a reçu le titre de Ville héros en 1945, elle est la première ville à recevoir cette distinction.
L'installation de l'obélisque a requis des constructeurs et des installateurs hautement qualifiés. Le granit gris ressemblant à la couleur des manteaux des soldats a été choisi pour le corps du monument. Au début d'avril 1985, l'obélisque couronné par l'« Étoile d'Or » a été installé sur son piédestal.

## Dimensions principales
La hauteur totale de l'obélisque est de 36 mètres. Sa base a un diamètre de 3,5 mètres et une largeur de 9 mètres. La masse du monument est d'environ 390 tonnes. La masse totale du monument avec la base est de 750 tonnes. Le diamètre de l'Étoile d'Or à son sommet, faite en acier inoxydable, est de 1,8 mètre . 

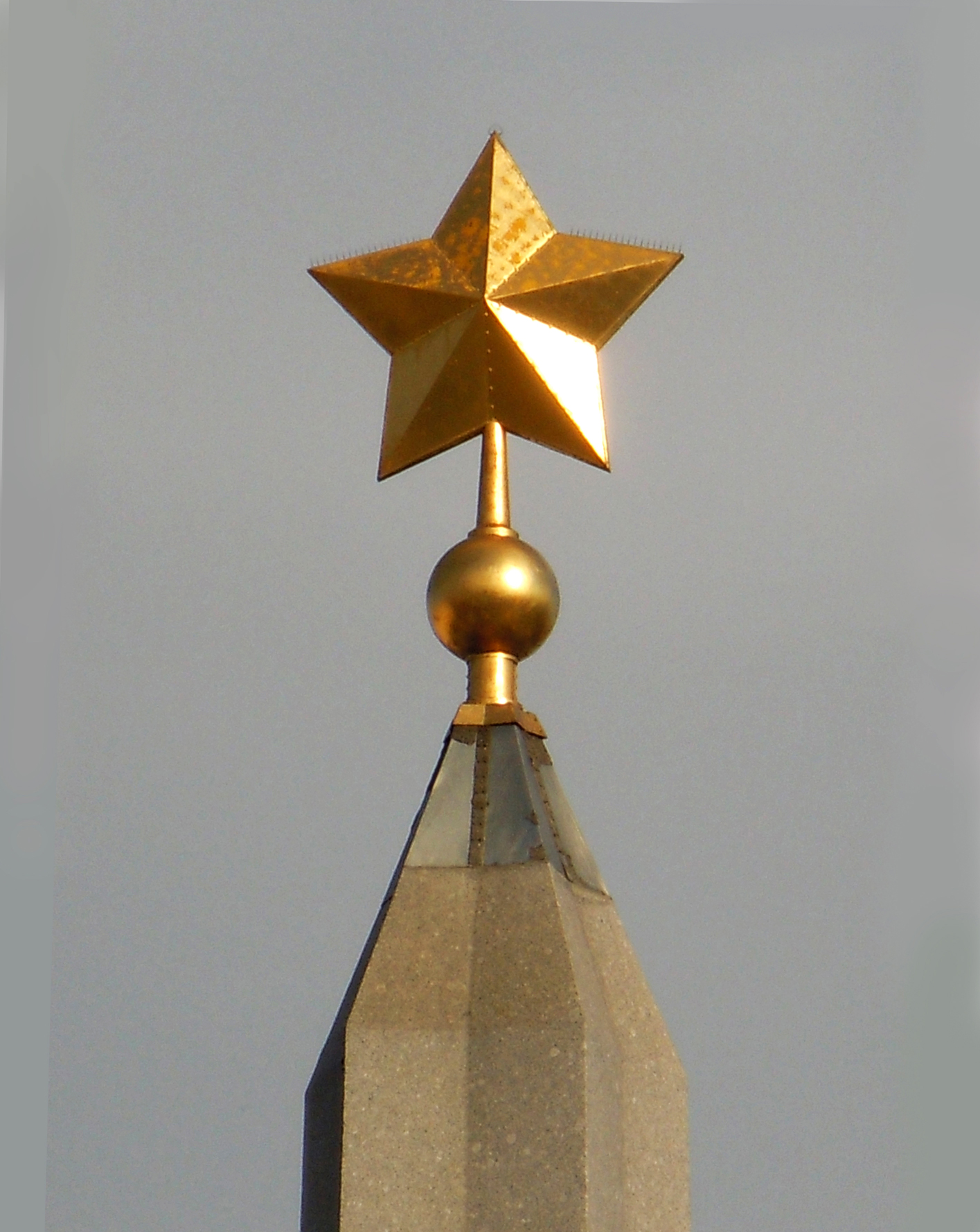
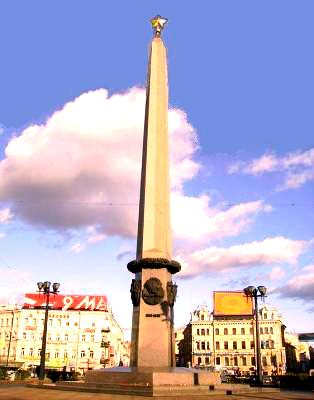
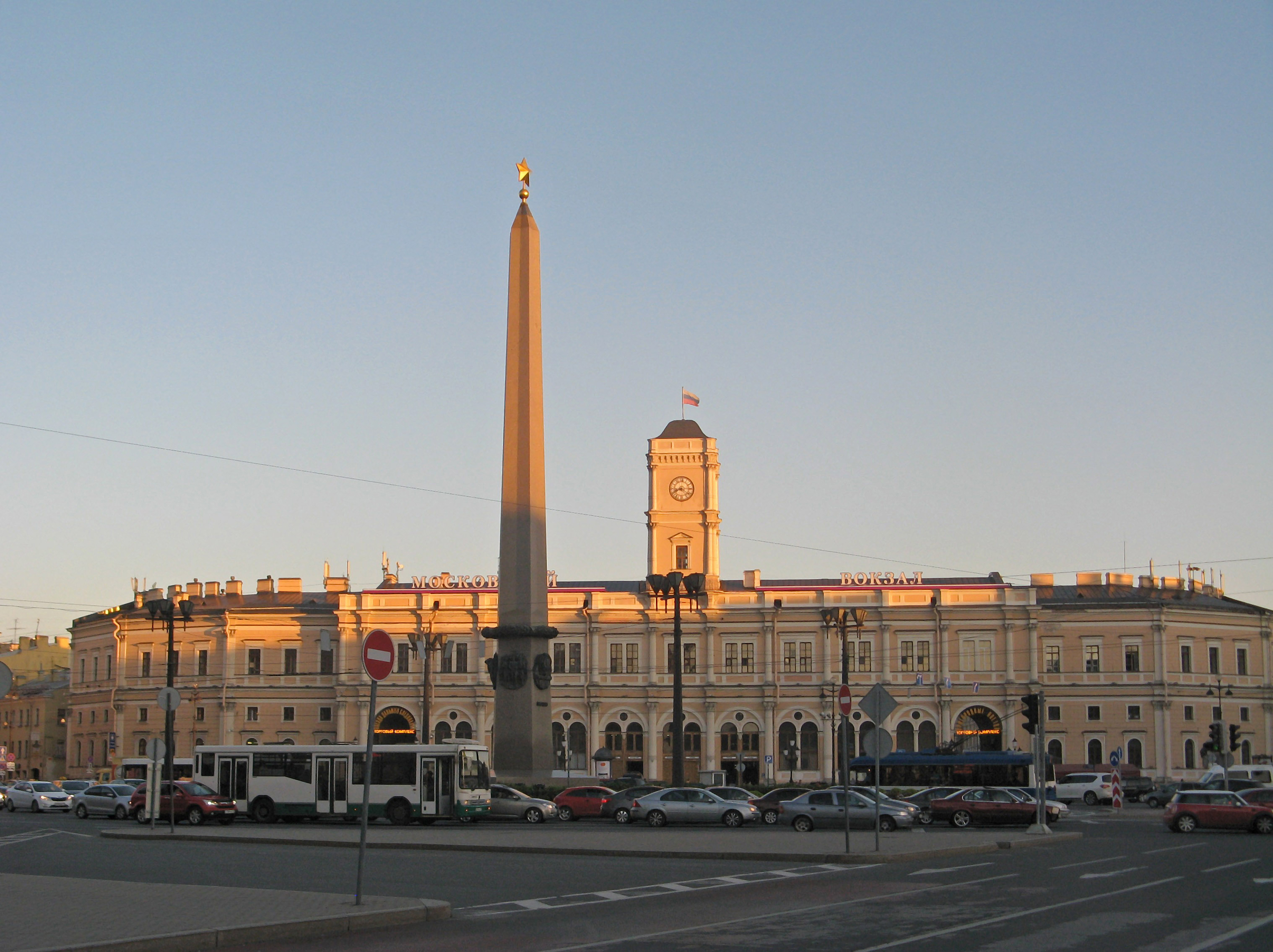
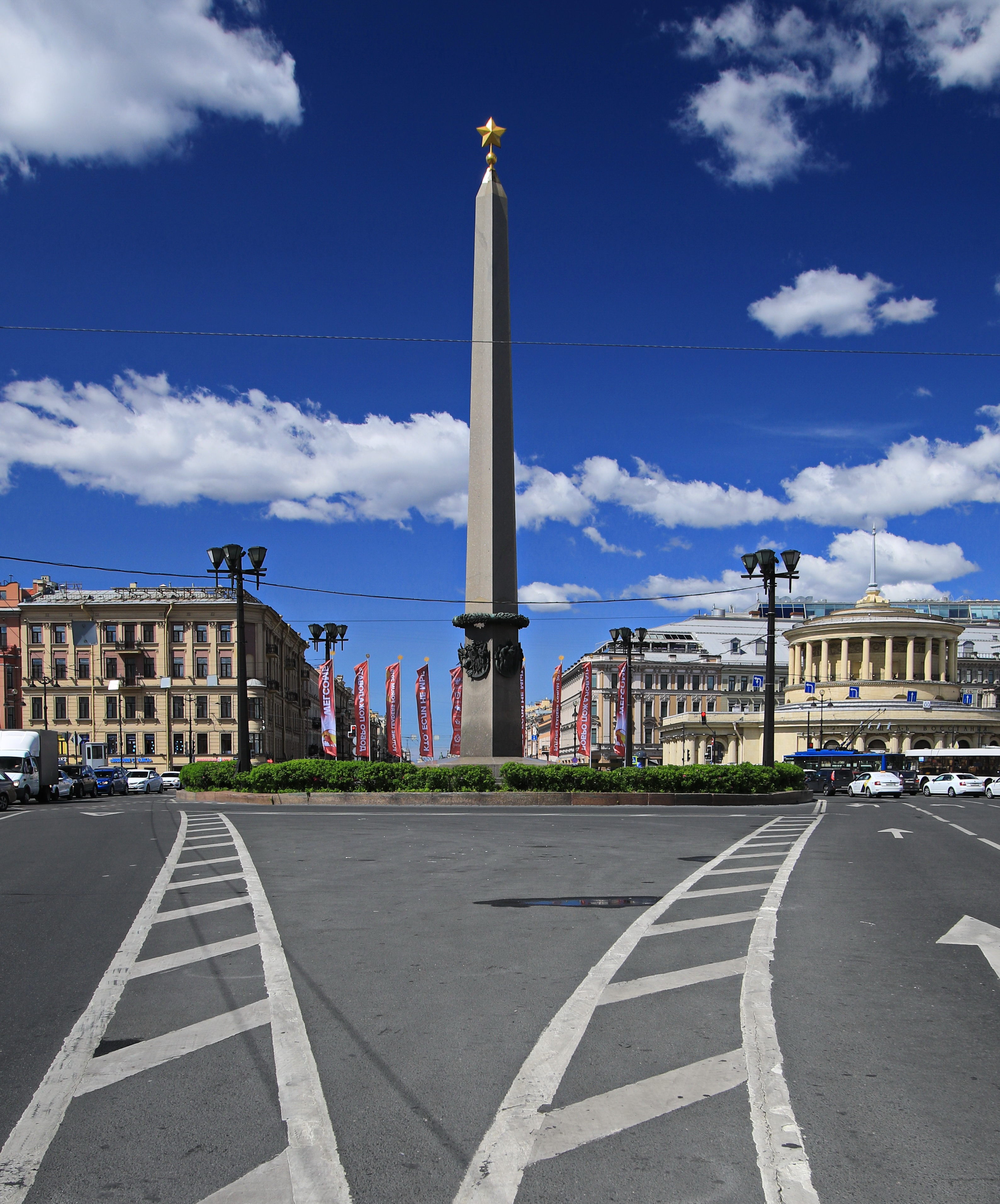

## Sources
- Bulakh A. G.,Abakumova N. V.,J. V. Romanovsky -Saint-Pétersbourg: Une Histoire dans la Pierre, -2010, -SPb-SPb University Press, p.-174,  (ISBN 978-5-288-05020-6)978-5-288-05020-6, p.  61-62.
- Исаченко В.Г. Памятники Санкт-Петербурга. Справочник. -СПб:"Паритет".2004.-400c.,ил.,стр.-298. (ISBN 5-93437-188-6)5-93437-188-6.
- Кириков Б.М.,Кирикова Л.А.,Петрова О.В. Невский проспект.Дом за домом. 2-е изд.,испр.-М.: Центрполиграф,2006.стр.-371. (ISBN 5-9524-2069-9)5-9524-2069-9.
- Лисовский В.Г. Санкт-Петербург.в 2т.Т.2,От классики к современности.-СПб.:Коло,2009.584 с.,стр.482. (ISBN 978-5-901841-58-7)978-5-901841-58-7.
- Лавров Л.П."1000адресов в Санкт-Петербурге.Краткий архитектурный путеводитель"-СПб.: "Эклектика",2008.-416c.,стр.92..